# براوو دو صفر (فیلم)
براوو دو صفر (به انگلیسی: The Duke) فیلمی تلویزیونی محصول سال ۱۹۹۹ و به کارگردانی تام کلگ است. در این فیلم بازیگرانی همچون شان بین، استیو نیکلسون، ریک واردن، ریچارد گراهام، ایان کورتیس و اما چمبرز ایفای نقش کرده‌اند.